# Rosa montana
Rosa montana es una especie de planta del género Rosa, de la familia Rosaceae.

## Taxonomía
Rosa montana fue descrita por Chaix en 1786.

## Distribución
Se encuentra en el territorio este y sureste de Francia hasta Turquía.